# Shinwa
Shinwa (神話?)  —en español: «Mito»— es un EP de la banda japonesa Malice Mizer lanzado el 1 de febrero de 2000 en memoria de su baterista Kami fallecido en 1999, es un Box-set que incluye un VHS con un video de varias presentaciones en vivo y un booklet, el CD contiene 1 preludio y 2 canciones escritas por Kami antes de morir, Unmei no Deai y Mori no Naka no Tenshi.
Alcanzó el número 29 en el ranking del Oricon Style Singles Weekly Chart y se mantuvo durante dos semanas en la lista.

## Lista de canciones
| Primera edición (CD) |                                         |              |              |          |  |
| N.º                  | Título                                  | Letras       | Música       | Duración |  |
| 1.                   | «再会 (Saikai)»                         | Malice Mizer | Malice Mizer | 1:29     |  |
| 2.                   | «運命の出会い (Unmei no deai)»          | Malice Mizer | Kami         | 5:10     |  |
| 3.                   | «森の中の天使 (Mori no naka no tenshi)» | Malice Mizer | Kami         | 5:45     |  |

| VHS   |                                  |              |                    |          |  |
| N.º   | Título                           | Letras       | Música             | Duración |  |
| 1.    | «神話 (Shinwa)» (Vídeo Memorial) | Malice Mizer | Malice Mizer, Kami | 13:00    |  |
| 13:00 |                                  |              |                    |          |  |